# Frayure

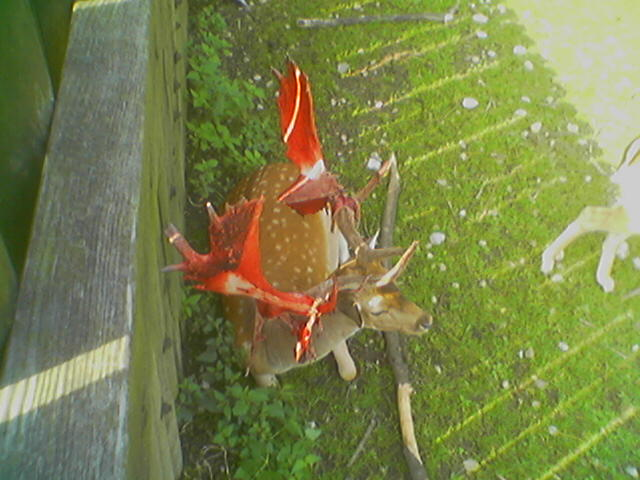
Un daim pendant la période de frayure.

La frayure est le frottis par un cervidé mâle (cerf, chevreuil) de ses bois contre un élément solide de son environnement naturel afin de précipiter la chute des velours qui les recouvraient pendant leur pousse, vers la fin de l'été. Lorsque cet élément est un arbre, l'écorce est arrachée, la tige est plus ou moins dénudée, quelquefois même cassée. Ce dégât attribué aux cervidés mâles affecte principalement des arbres jeunes (moins de 10 ans) et entraîne le plus souvent la mort de l’arbre attaqué.
En période de frayure, les lambeaux sanglants qui en tombant laissent les bois à nu peuvent parfois être consommés par l'animal.
Le frottis de frayure se distingue du frottis de rut, très violent, qui a lieu entre juillet et août, et laisse sur l'arbre les marques les plus profondes. Les mâles en rut se livrent à des simulacres de combat contre les jeunes arbres et arbustes pour décharger leur agressivité et y laisser des signaux olfactifs afin de marquer leur territoire.